# Charley Eckman
 (juillet 2018).
Si vous disposez d'ouvrages ou d'articles de référence ou si vous connaissez des sites web de qualité traitant du thème abordé ici, merci de compléter l'article en donnant les références utiles à sa vérifiabilité et en les liant à la section « Notes et références ».
Charley Eckman, né le 10 septembre 1921, à Baltimore, au Maryland, et mort le 3 juillet 1995, à Baltimore, au Maryland, est un ancien entraîneur et arbitre américain de basket-ball.

## Palmarès
- Entraîneur des NBA All-Star Game 1955 et 1956